# Dolichoris malabarensis
Dolichoris malabarensis is een vliesvleugelig insect uit de familie vijgenwespen (Agaonidae). De wetenschappelijke naam is voor het eerst geldig gepubliceerd in 1968 door Abdurahiman & Joseph.